# Дыбравка
Дыбравка (болг. Дъбравка) — село в Болгарии. Находится в Видинской области, входит в общину Белоградчик. Население составляет 66 человек.

## Политическая ситуация
Дыбравка подчиняется непосредственно общине и не имеет своего кмета.
Кмет (мэр) общины Белоградчик — Емил Евгениев Цанков (независимый) по результатам выборов.